# Сан-Мигел-ду-Паса-Куатру
Сан-Мигел-ду-Паса-Куатру (порт. São Miguel do Passa Quatro) — муниципалитет в Бразилии, входит в штат Гояс. Составная часть мезорегиона Юг штата Гойас. Входит в экономико-статистический микрорегион Пирис-ду-Риу. Население составляет 3970 человек на 2006 год. Занимает площадь 537,781 км². Плотность населения — 7,4 чел./км².
Праздник города — 9 января.

## История
Город основан 9 января 1988 года. 

## Статистика
- Валовой внутренний продукт на 2003 год составляет 32 370 155,00 реалов (данные: Бразильский институт географии и статистики).
- Валовой внутренний продукт на душу населения на 2003 год составляет 8641,26 реал (данные: Бразильский институт географии и статистики).
- Индекс развития человеческого потенциала на 2000 год составляет 0,767 (данные: Программа развития ООН).